# ヴァッロ・ディ・ディアーノ

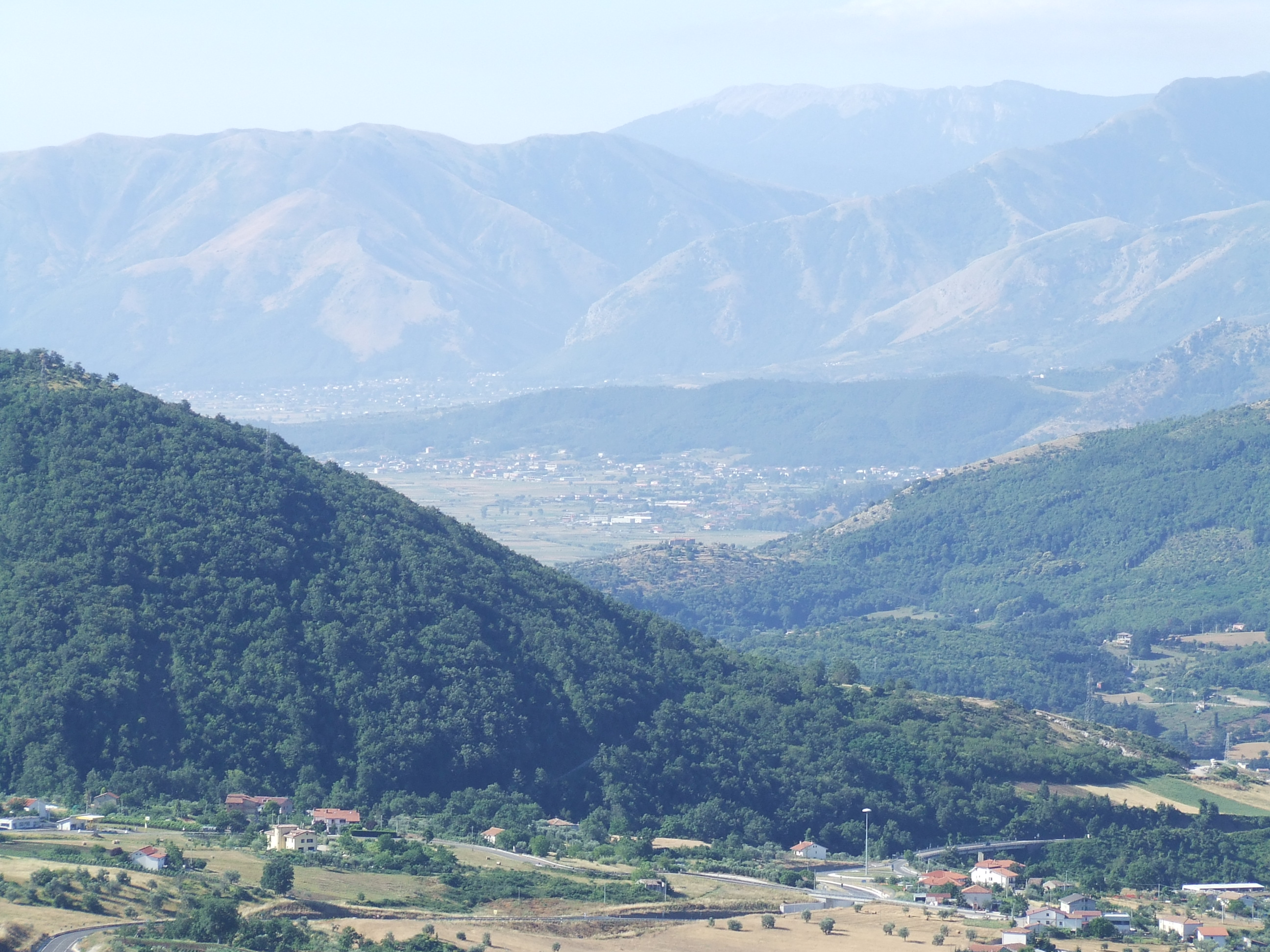
カッジャーノから見たヴァッロ・ディ・ディアーノの眺め

ヴァッロ・ディ・ディアーノ (Vallo di Diano)、またはヴァルディアーノ (Valdiano) は、カンパニア州の標高約450mに位置する肥沃な高原である。

## 地勢
谷はマッダレーナ山脈とアルブルニ山脈に囲まれていて、更新世には湖となっていて、現在はチレント及びヴァッロ・ディ・ディアーノ国立公園の一部である。ユネスコ世界ジオパークにも指定される。
地政学的な位置付けでここは南イタリアの先端に移動するのに必ず通る地域である。その証拠にローマ人が紀元前128年にアンニア街道を残し、アラリック率いる西ゴートが410年の侵入の際に通過した。
この地域に存在するコムーネはヴァッロ・ディ・ディアーノ山岳共同体として連合している。

## 旅行
ヴァッロ・ディ・ディアーノには毎年多くの観光客が全ヨーロッパから訪れる。
最も重要な観光資源は「パドゥーラの修道院」と「ペルトーザの洞窟」だが他にも訪れる価値のある場所としてテッジャーノやカッジャーノの歴史地区、サーラ・コンシリーナ洗礼堂、ポッラの修道院などなど。

## コムーネ
ヴァッロ・ディ・ディアーノは15のコムーネからなる。人口は65,000人を擁し、毎日仕事などで集まってくる周辺地域の住民を合わせると100,000人を越えると見られている。
主なコムーネは、ヴァッロ・ディ・ディアーノの中心とも言える、約1,5000人のサーラ・コンシリーナで、ポッラ、モンテザーノ・スッラ・マルチェッラーナ、テッジャーノ、サッサーノの5000人以上の街が続く。
もっとも小さいコムーネはペルトーザである。ポッラとサンタルセーニオには病院がある。アーテナ・ルカーナには広い工業地帯がある。サッサーノは蘭で有名。

## カルチョーフォ・ビアンコ・ディ・ペルトーザ
カルチョーフォ・ビアンコ・ディ・ペルトーザ (Carciofo Bianco di Pertosa) は、ヴァッロ・ディ・ディアーノの北部特産の野菜で、ペルトーザ、カッジャーノ、アウレッタ、サルヴィテッレで作られる。 イタリアで良い評価を受けつつヨーロッパでは南イタリア料理を愛する人にもよく知られている。

## 行き方
ヴァッロ・ディ・ディアーノにはアウトストラーダ A3が通じていて、ポッラ、アーテナ・ルカーナ、サーラ・コンシリーナ、パドゥーラ - ブオナビターコロの各出口から行くことができる。